# ブライアン・ショウ (野球)
ブライアン・アンソニー・ショウ（Bryan Anthony Shaw, 1987年11月8日 - ）は、アメリカ合衆国カリフォルニア州アラメダ郡リバモア出身のプロ野球選手（投手）。MLBのシアトル・マリナーズ傘下所属。右投両打。愛称は電子機器に詳しいことからギーク。

## 経歴

### プロ入りとダイヤモンドバックス時代

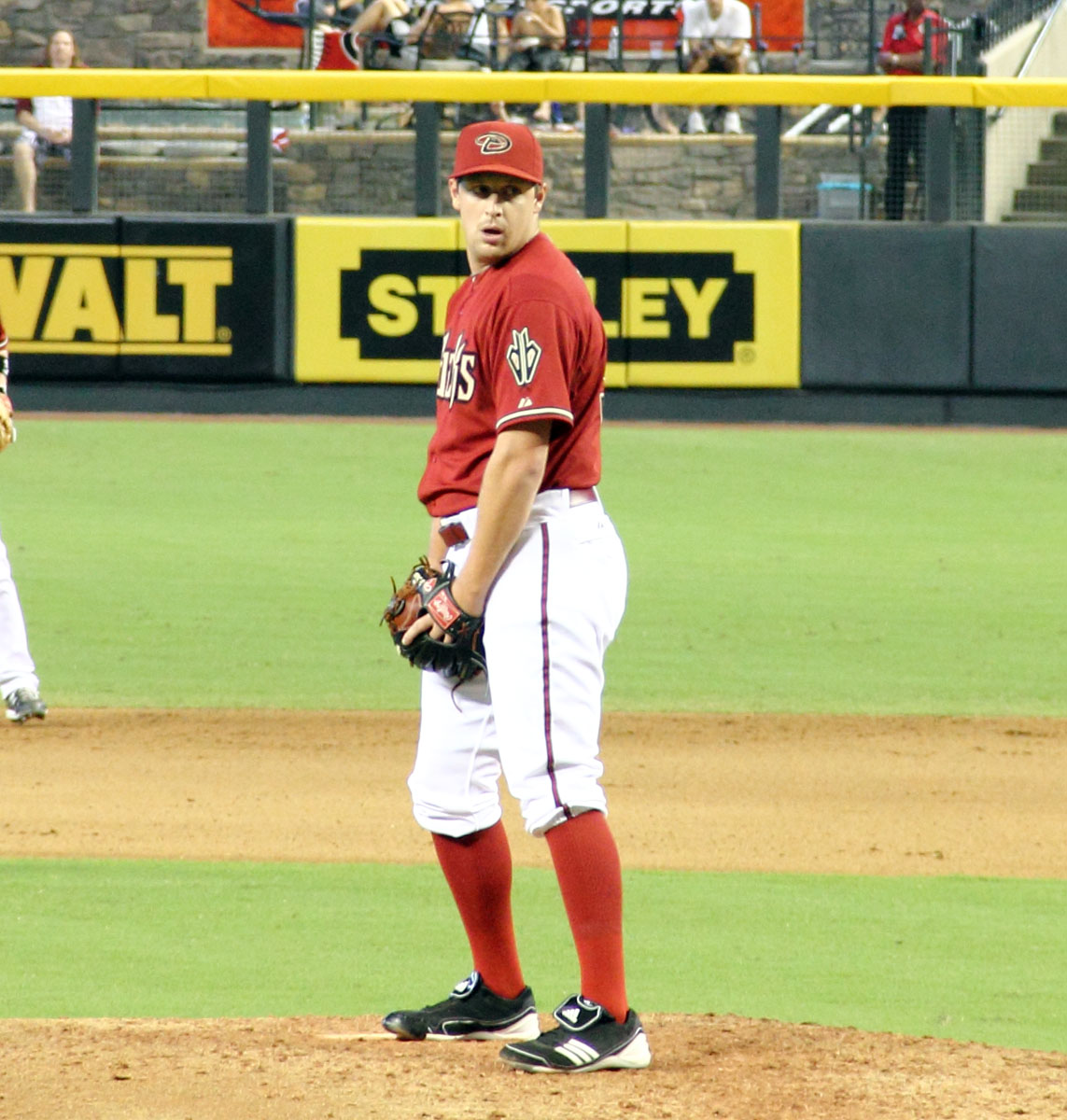
アリゾナ・ダイヤモンドバックス時代
(2011年8月28日)

2008年のMLBドラフト2巡目（全体73位）でアリゾナ・ダイヤモンドバックスから指名され、6月11日に契約。契約後、傘下のパイオニアリーグのルーキー級ミズーラ・オスプレイでプロデビュー。10試合に登板して0勝1敗2セーブ、防御率6.75、17奪三振を記録した。7月にA級サウスベンド・シルバーホークスへ昇格。11試合に登板して0勝1敗、防御率4.03、16奪三振を記録した。
2009年はA+級バイセイリア・ローハイドでプレーし、30試合（先発19試合）に登板して3勝7敗、防御率4.70、95奪三振を記録した。
2010年はAA級モービル・ベイベアーズでプレーし、33試合（先発13試合）に登板して4勝9敗2セーブ、防御率4.26、75奪三振を記録した。
2011年は開幕からAA級モービルでプレーし、15試合に登板して3勝1敗7セーブ、防御率0.87と好投。5月にAAA級リノ・エーシズへ昇格。6月10日にダイヤモンドバックスとメジャー契約を結んでアクティブ・ロースター入りし、同日のフロリダ・マーリンズ戦でメジャーデビュー。2点ビハインドの8回裏から登板し、1回を無安打無失点2四球に抑えた。その後は4試合に登板したが、6月28日にAAA級リノへ降格した。7月20日に再昇格すると、その後はリリーフとして定着した。この年メジャーでは33試合に登板して1勝0敗、防御率2.54、24奪三振を記録した。
2012年3月3日にダイヤモンドバックスと1年契約に合意し、開幕ロースター入りした。7月22日にAAA級リノへ降格したが、8月11日に再昇格した。この年は64試合に登板して1勝6敗2セーブ、防御率3.49、41奪三振を記録した。

### インディアンス時代

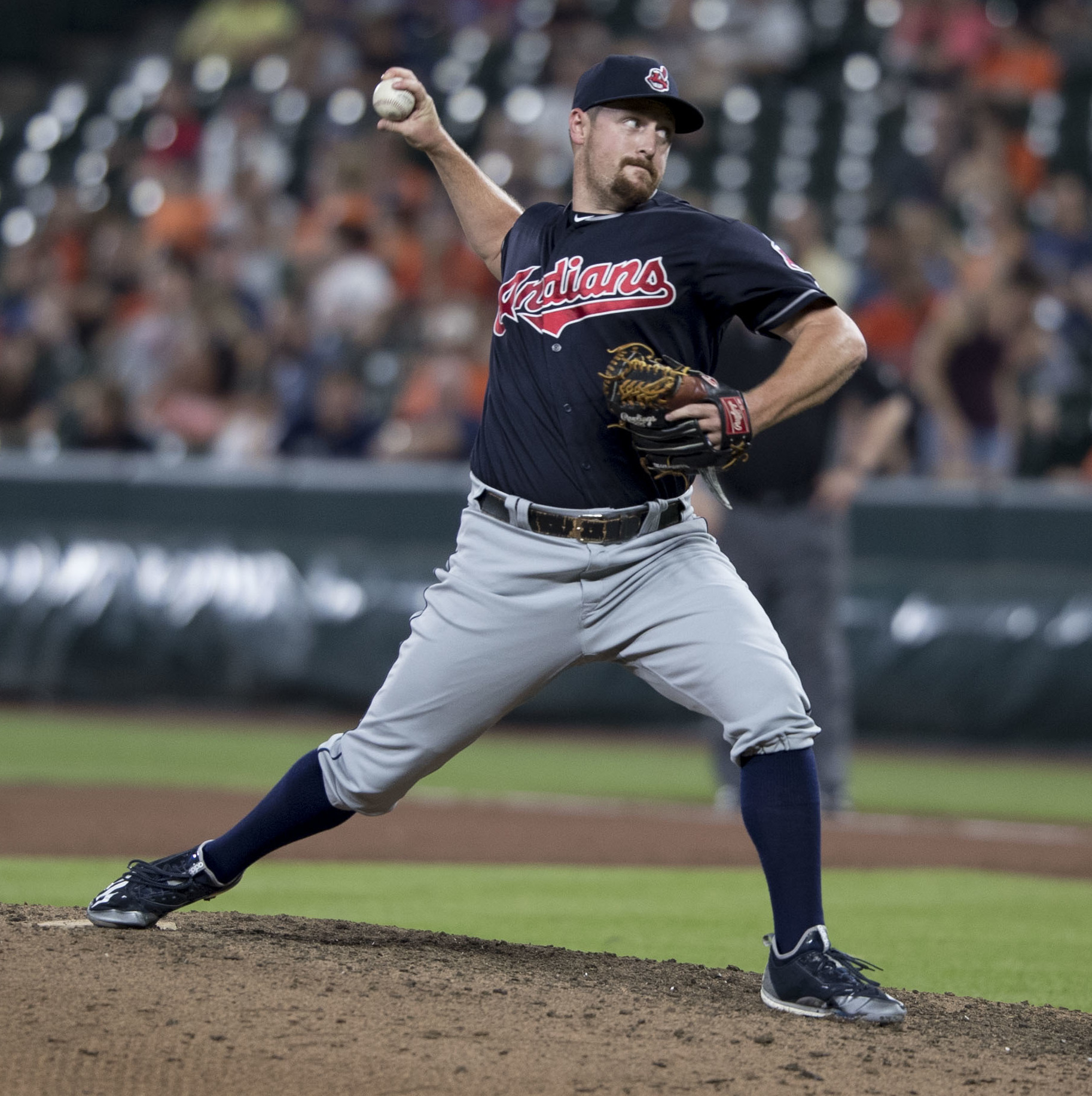
クリーブランド・インディアンス時代
(2017年6月22日)

2012年12月11日にダイヤモンドバックス、シンシナティ・レッズ、クリーブランド・インディアンス間の三角トレードで、インディアンスへ移籍した。
2013年3月7日にインディアンスと1年契約に合意し、開幕ロースター入りした。この年は初めてマイナーに降格することなく、70試合に登板。7勝3敗1セーブ、防御率3.24、73奪三振を記録した。
2014年3月4日にインディアンスと1年契約に合意。3年連続で開幕ロースター入りした。同年のレギュラーシーズンでは、ア・リーグ最多となる80試合にリリーフ登板し、3年ぶりの2.00台となる防御率2.59をマークした。
2015年1月16日に球団と年俸調停を回避し1年総額155万ドルで契約を結んだ。同年はリーグ2位タイとなる74試合に登板し、3年連続で70試合以上に投げた事になった。成績面では、2年連続の2.00台となる防御率2.95を記録したが、被本塁打8は自己ワーストだった。
2016年は2年ぶりのア・リーグ1位となる75試合に登板し、これで4年連続70試合登板となった。防御率は、3年ぶりの3.00台となる3.24ながら、2勝5敗1セーブ、69奪三振で自己最高の奪三振率9.3を記録した。
2017年は5年連続70試合以上かつ2年連続リーグ最多である79試合に登板。4勝6敗3セーブを記録したが、防御率は3.52と4年連続で悪化した。オフの11月2日にFAとなった。

### ロッキーズ時代
2017年12月15日にコロラド・ロッキーズと3年総額2700万ドルで契約を結んだ。契約には4年目の2021年に900万ドルの条件付き自動行使オプションが含まれている（行使条件は2020年に60試合登板または40試合交代完了、または2019年と2020年の合計で110試合登板。条件を満たせず、球団からオプションを破棄された場合は200万ドルを受け取る）。
2020年7月17日に自由契約となった。

### マリナーズ時代
2020年7月23日にシアトル・マリナーズとメジャー契約を結んだ。8月15日にDFAとなり、19日にマイナー契約となった。その後、10月15日に自由契約となった。

### インディアンス復帰
2021年2月3日にインディアンスとマイナー契約を結び、スプリングトレーニングに招待選手として参加することになった。3月31日にメジャー契約を結んでアクティブ・ロースター入りした。この年は自己記録かつア・リーグ最多となる81試合に登板して6勝7敗2セーブ、防御率3.49、71奪三振と見事な復活を果たした。オフの11月3日にFAとなった。
2022年3月25日に「ガーディアンズ」へと改称したチームと再契約を結んだ。シーズンでは60試合に登板していたが、レギュラーシーズン終了直前の10月1日にDFAとなり、3日にマイナー契約で傘下のAAA級コロンバス・クリッパーズへ配属された。オフの11月10日にFAとなった。

### ホワイトソックス時代
2023年2月22日にシカゴ・ホワイトソックスとマイナー契約を結び、スプリングトレーニングに招待選手として参加することになった。3月26日に一度自由契約となったが、4月28日に再びマイナー契約を結んで傘下のAAA級シャーロット・ナイツへ配属された。7月2日にメジャー契約を結んでアクティブ・ロースター入りした。オフの11月3日に一度はFAとなったが、翌2024年2月18日にマイナー契約で契約を結び直し、同年のスプリングトレーニングには招待選手として参加した。オープン戦でアピールすることに成功し、開幕はメジャーで迎えたが4月12日にザック・レミラードとジャスティン・アンダーソンの昇格に伴いDFAとなり、14日にFAとなった。

### エンゼルス傘下時代
2024年4月17日にロサンゼルス・エンゼルスとマイナー契約を結び、エリオット・ソトと共に同日中にAAA級ソルトレイク・ビーズに配属された。しかし、メジャーに昇格する機会は無く、8月14日に自由契約となった。この年はこれ以降、どのチームにも所属せずにシーズンを終えた。

### レッズ傘下時代
2025年1月4日にシンシナティ・レッズとマイナー契約を結び、同日中にAAA級ルイビル・バッツに配属されたが、故障に悩まされたこともあり、4月18日に自由契約となった。

### マリナーズ傘下時代
2025年4月29日にシアトル・マリナーズとマイナー契約を結び、同日中にAAA級タコマ・レイニアーズに配属された。

## 投球スタイル
最速97.2mph（約156km/h）、平均93mph（約150km/h）前後のカッターが投球の7-8割を占め、平均81mph（約130km/h）前後のスライダーの主に2球種でピッチングを組み立てており、稀に83mph（約134km/h）前後のチェンジアップを使用する。スライダーは右打者に対する強力な武器となっており、2013年の対右打者被打率は.154だった。

## 詳細情報

### 年度別投手成績
| 年 度     | 球 団     | 登 板 | 先 発 | 完 投 | 完 封 | 無 四 球 | 勝 利 | 敗 戦 | セ 丨 ブ | ホ 丨 ル ド | 勝 率 | 打 者 | 投 球 回 | 被 安 打 | 被 本 塁 打 | 与 四 球 | 敬 遠 | 与 死 球 | 奪 三 振 | 暴 投 | ボ 丨 ク | 失 点 | 自 責 点 | 防 御 率 | W H I P |
| --------- | --------- | ----- | ----- | ----- | ----- | -------- | ----- | ----- | -------- | ----------- | ----- | ----- | -------- | -------- | ----------- | -------- | ----- | -------- | -------- | ----- | -------- | ----- | -------- | -------- | ------- |
| 2011      | ARI       | 33    | 0     | 0     | 0     | 0        | 1     | 0     | 0        | 9           | 1.000 | 122   | 28.1     | 30       | 2           | 8        | 1     | 4        | 24       | 1     | 0        | 9     | 8        | 2.54     | 1.34    |
| 2012      | ARI       | 64    | 0     | 0     | 0     | 0        | 1     | 6     | 2        | 10          | .143  | 252   | 59.1     | 60       | 4           | 24       | 3     | 2        | 41       | 4     | 1        | 29    | 23       | 3.49     | 1.42    |
| 2013      | CLE       | 70    | 0     | 0     | 0     | 0        | 7     | 3     | 1        | 12          | .700  | 316   | 75.0     | 60       | 4           | 28       | 2     | 4        | 73       | 5     | 0        | 31    | 27       | 3.64     | 1.17    |
| 2014      | CLE       | 80    | 0     | 0     | 0     | 0        | 5     | 5     | 2        | 24          | .500  | 313   | 76.1     | 61       | 6           | 22       | 4     | 2        | 64       | 4     | 1        | 26    | 22       | 2.59     | 1.09    |
| 2015      | CLE       | 74    | 0     | 0     | 0     | 0        | 3     | 3     | 2        | 23          | .500  | 265   | 64.0     | 59       | 8           | 19       | 1     | 1        | 54       | 3     | 0        | 24    | 21       | 2.95     | 1.22    |
| 2016      | CLE       | 75    | 0     | 0     | 0     | 0        | 2     | 5     | 1        | 25          | .286  | 275   | 76.1     | 56       | 8           | 28       | 3     | 1        | 69       | 2     | 0        | 26    | 24       | 3.24     | 1.26    |
| 2017      | CLE       | 79    | 0     | 0     | 0     | 0        | 4     | 6     | 3        | 26          | .400  | 312   | 76.2     | 71       | 5           | 22       | 3     | 0        | 73       | 3     | 0        | 36    | 30       | 3.52     | 1.21    |
| 2018      | COL       | 61    | 0     | 0     | 0     | 0        | 4     | 6     | 0        | 13          | .400  | 257   | 54.2     | 70       | 9           | 28       | 1     | 1        | 54       | 8     | 0        | 43    | 36       | 5.93     | 1.79    |
| 2019      | COL       | 70    | 0     | 0     | 0     | 0        | 3     | 2     | 1        | 12          | .600  | 311   | 72.0     | 69       | 12          | 29       | 1     | 5        | 58       | 1     | 0        | 44    | 43       | 5.38     | 1.36    |
| 2020      | SEA       | 6     | 0     | 0     | 0     | 0        | 1     | 0     | 0        | 0           | 1.000 | 38    | 6.0      | 13       | 1           | 6        | 0     | 1        | 4        | 0     | 0        | 12    | 12       | 18.00    | 3.17    |
| 2021      | CLE       | 81    | 0     | 0     | 0     | 0        | 6     | 7     | 2        | 20          | .462  | 334   | 77.1     | 69       | 10          | 38       | 0     | 1        | 71       | 6     | 0        | 33    | 30       | 3.49     | 1.38    |
| 2022      | CLE       | 60    | 2     | 0     | 0     | 0        | 6     | 2     | 1        | 5           | .750  | 261   | 58.1     | 58       | 9           | 26       | 1     | 4        | 52       | 2     | 0        | 38    | 35       | 5.40     | 1.44    |
| 2023      | CWS       | 38    | 0     | 0     | 0     | 0        | 0     | 0     | 4        | 4           | ----  | 190   | 45.2     | 39       | 3           | 17       | 0     | 6        | 40       | 1     | 0        | 21    | 21       | 4.14     | 1.23    |
| 2024      | CWS       | 5     | 0     | 0     | 0     | 0        | 0     | 1     | 0        | 0           | .000  | 24    | 4.0      | 8        | 1           | 4        | 1     | 0        | 4        | 1     | 0        | 5     | 4        | 9.00     | 3.00    |
| MLB：14年 | MLB：14年 | 796   | 2     | 0     | 0     | 0        | 43    | 46    | 19       | 183         | .483  | 3270  | 764.1    | 723      | 82          | 299      | 21    | 32       | 681      | 41    | 2        | 377   | 336      | 3.96     | 1.34    |

- 2024年度シーズン終了時
- 表中の「-」は記録なし
- 各年度の太字はリーグ最高

### ポストシーズン投手成績
| 年 度     | 球 団     | シ リ ｜ ズ | 登 板 | 先 発 | 勝 利 | 敗 戦 | セ ｜ ブ | 打 者 | 投 球 回 | 被 安 打 | 被 本 塁 打 | 与 四 球 | 敬 遠 | 与 死 球 | 奪 三 振 | 暴 投 | ボ ｜ ク | 失 点 | 自 責 点 | 防 御 率 |
| --------- | --------- | ----------- | ----- | ----- | ----- | ----- | -------- | ----- | -------- | -------- | ----------- | -------- | ----- | -------- | -------- | ----- | -------- | ----- | -------- | -------- |
| 2011      | ARI       | NLDS        | 4     | 0     | 0     | 0     | 0        | 13    | 4.0      | 0        | 0           | 1        | 0     | 0        | 3        | 0     | 0        | 0     | 0        | 0.00     |
| 2013      | CLE       | ALWC        | 1     | 0     | 0     | 0     | 0        | 5     | 1.2      | 1        | 0           | 0        | 0     | 0        | 2        | 0     | 0        | 0     | 0        | 0.00     |
| 2016      | CLE       | ALDS        | 3     | 0     | 0     | 0     | 0        | 9     | 2.1      | 2        | 1           | 0        | 0     | 0        | 1        | 0     | 0        | 2     | 2        | 7.71     |
| 2016      | CLE       | ALCS        | 4     | 0     | 2     | 0     | 0        | 17    | 3.1      | 6        | 0           | 1        | 1     | 0        | 4        | 0     | 0        | 2     | 1        | 2.70     |
| 2016      | CLE       | WS          | 4     | 0     | 0     | 1     | 0        | 25    | 4.2      | 6        | 0           | 4        | 2     | 0        | 7        | 1     | 0        | 3     | 2        | 3.86     |
| 2017      | CLE       | ALDS        | 3     | 0     | 0     | 0     | 0        | 20    | 6.0      | 4        | 1           | 0        | 0     | 0        | 5        | 0     | 0        | 1     | 1        | 1.50     |
| 出場：4回 | 出場：4回 | 出場：4回   | 19    | 0     | 2     | 1     | 0        | 89    | 22.0     | 19       | 2           | 6        | 3     | 0        | 22       | 1     | 0        | 8     | 6        | 2.45     |

- 2024年度シーズン終了後時

### 年度別守備成績
| 年 度 | 球 団 | 投手（P） | 投手（P） | 投手（P） | 投手（P） | 投手（P） | 投手（P） |
| 年 度 | 球 団 | 試 合     | 刺 殺     | 補 殺     | 失 策     | 併 殺     | 守 備 率  |
| ----- | ----- | --------- | --------- | --------- | --------- | --------- | --------- |
| 2011  | ARI   | 33        | 5         | 7         | 1         | 0         | .923      |
| 2012  | ARI   | 64        | 2         | 9         | 1         | 1         | .917      |
| 2013  | CLE   | 70        | 4         | 5         | 2         | 0         | .818      |
| 2014  | CLE   | 80        | 1         | 10        | 0         | 0         | 1.000     |
| 2015  | CLE   | 74        | 7         | 5         | 0         | 0         | 1.000     |
| 2016  | CLE   | 75        | 6         | 6         | 0         | 1         | 1.000     |
| 2017  | CLE   | 79        | 5         | 9         | 2         | 1         | .875      |
| 2018  | COL   | 61        | 5         | 7         | 3         | 0         | .800      |
| 2019  | COL   | 70        | 6         | 6         | 0         | 0         | 1.000     |
| 2020  | SEA   | 6         | 0         | 1         | 0         | 0         | 1.000     |
| 2021  | CLE   | 81        | 5         | 7         | 1         | 0         | .923      |
| 2022  | CLE   | 60        | 7         | 2         | 0         | 0         | 1.000     |
| 2023  | CWS   | 38        | 3         | 4         | 1         | 0         | .875      |
| 2024  | CWS   | 5         | 0         | 0         | 0         | 0         |           |
| MLB   | MLB   | 796       | 56        | 78        | 11        | 3         | .924      |

- 2024年度シーズン終了時
- 各年度の太字はリーグ最高

### 背番号
- 37（2011年 - 同年途中）
- 39（2011年途中 - 2012年）
- 47（2013年）
- 27（2014年 - 2017年、2021年 - 2022年）
- 29（2018年 - 2019年）
- 36（2020年）
- 41（2023年）
- 27（2024年 - 同年4月10日）